# Harrisia pomanensis
Harrisia pomanensis este o specie de cactus, fiind o plantă perenă și cărnoasă.

## Răspândire
Este originală din Argentina, Bolivia și Paraguay. Este o specie comună care s-a răspândit în toată lumea.

## Denumire
În spaniolă este numită popular Ulúa, iar în engleză: Midnight Lady.

## Sinonimie
- Cereus pomanensis
- Eriocereus pomanensis
- Cereus regelii
- Harrisia regelii
- Eriocereus regelii
- Cereus bonplandii
- Eriocereus bonplandii
- Eriocereus polyacanthus
- Eriocereus tarijensis

## Legături externe
- http://cactiguide.com/cactus/?genus=Harrisia&species=pomanensis

## Galerie

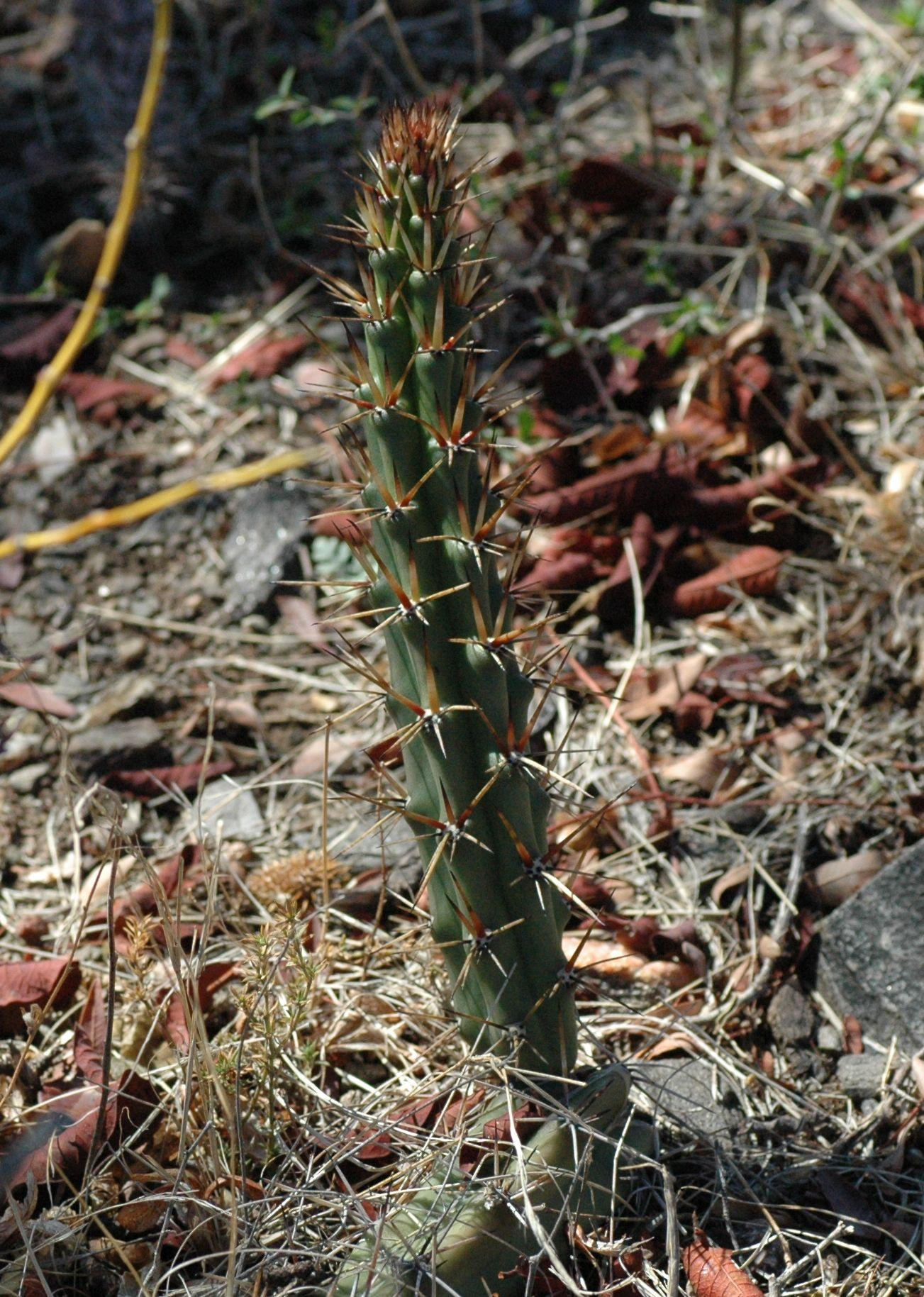
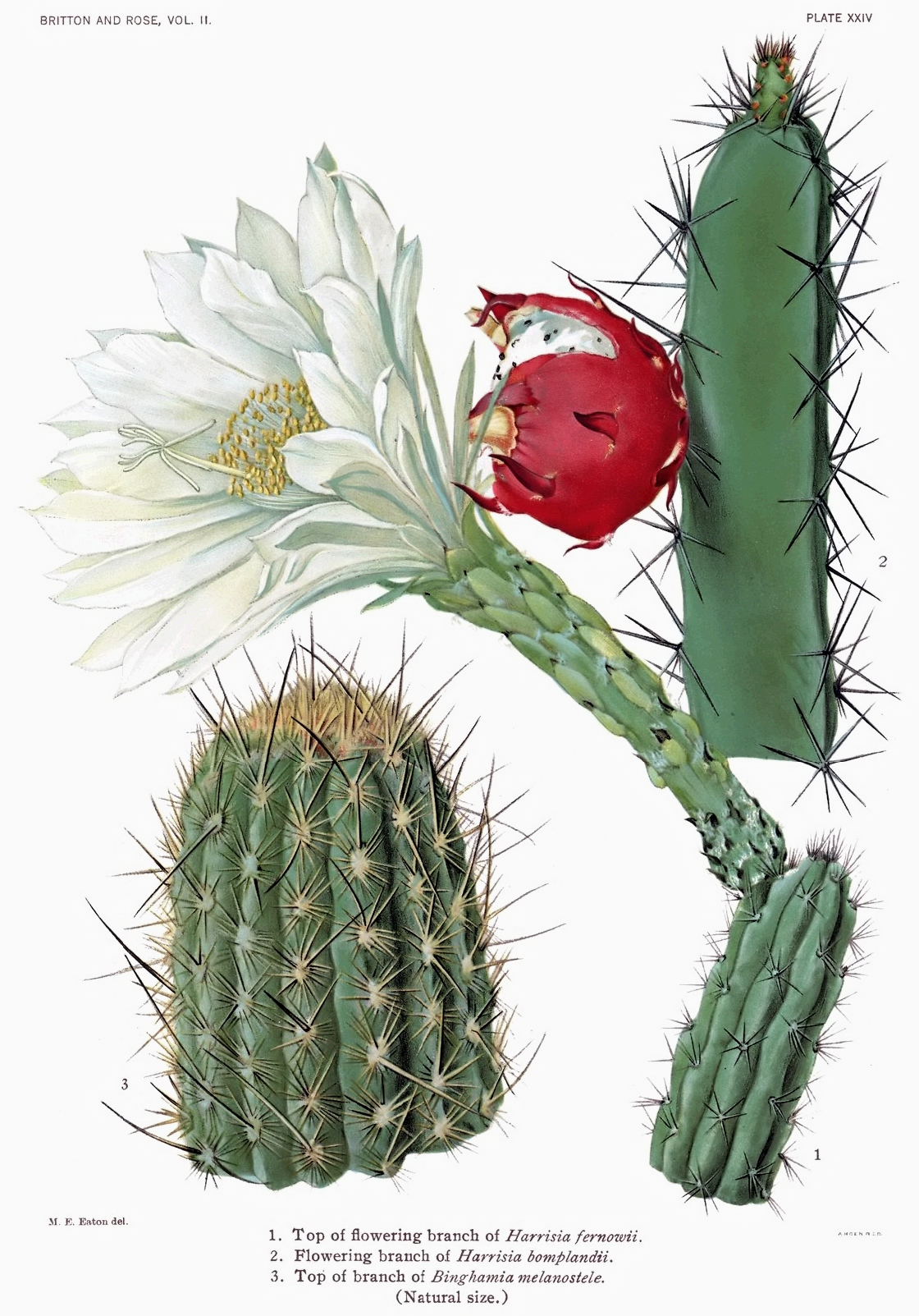